# Yohance Marshall
Yohance Marshall (ur. 22 stycznia 1986 w Diego Martin) – trynidadzko-tobagijski piłkarz występujący na pozycji obrońcy.

## Kariera klubowa
Marshall karierę rozpoczynał w 2005 roku w drużynie South Florida Bulls z amerykańskiej uczelni University of South Florida. W 2009 roku trafił do Los Angeles Galaxy z MLS. W sezonie 2009 grał jednak na wypożyczeniu w Austin Aztex FC z USL First Division. W następnym sezonie również występował w tym zespole, teraz grającym w USSF Division 2 Professional League. We wrześniu 2010 roku wrócił do Los Angeles. W MLS zadebiutował 19 września 2010 roku w wygranym 2:1 pojedynku z DC United. W barwach Los Angeles rozegrał łącznie 2 spotkania.
W 2011 roku Marshall odszedł do Vermont Voltage z USL Premier Development League. Jednak jeszcze w tym samym roku przeniósł się do Rochester Rhinos z USL Pro. Grał tam do końca sezonu 2011, a potem wyjechał do Tajlandii, by grać w zespole tamtejszej ekstraklasy, Chainat FC.

## Kariera reprezentacyjna
W reprezentacji Trynidadu i Tobago Marshall zadebiutował w 2010 roku.